# وی شو (نویسنده)
وی شو (انگلیسی: Wei Shou; ۱ ژانویهٔ ۰۵۰۶ – ۱ ژانویهٔ ۰۵۷۲) نویسنده، و مورخ از مردم چینی و گردآوردنده کتاب وی که در سال ۵۵۴ تکمیل شد.